# Parc du souvenir de Ryvangen

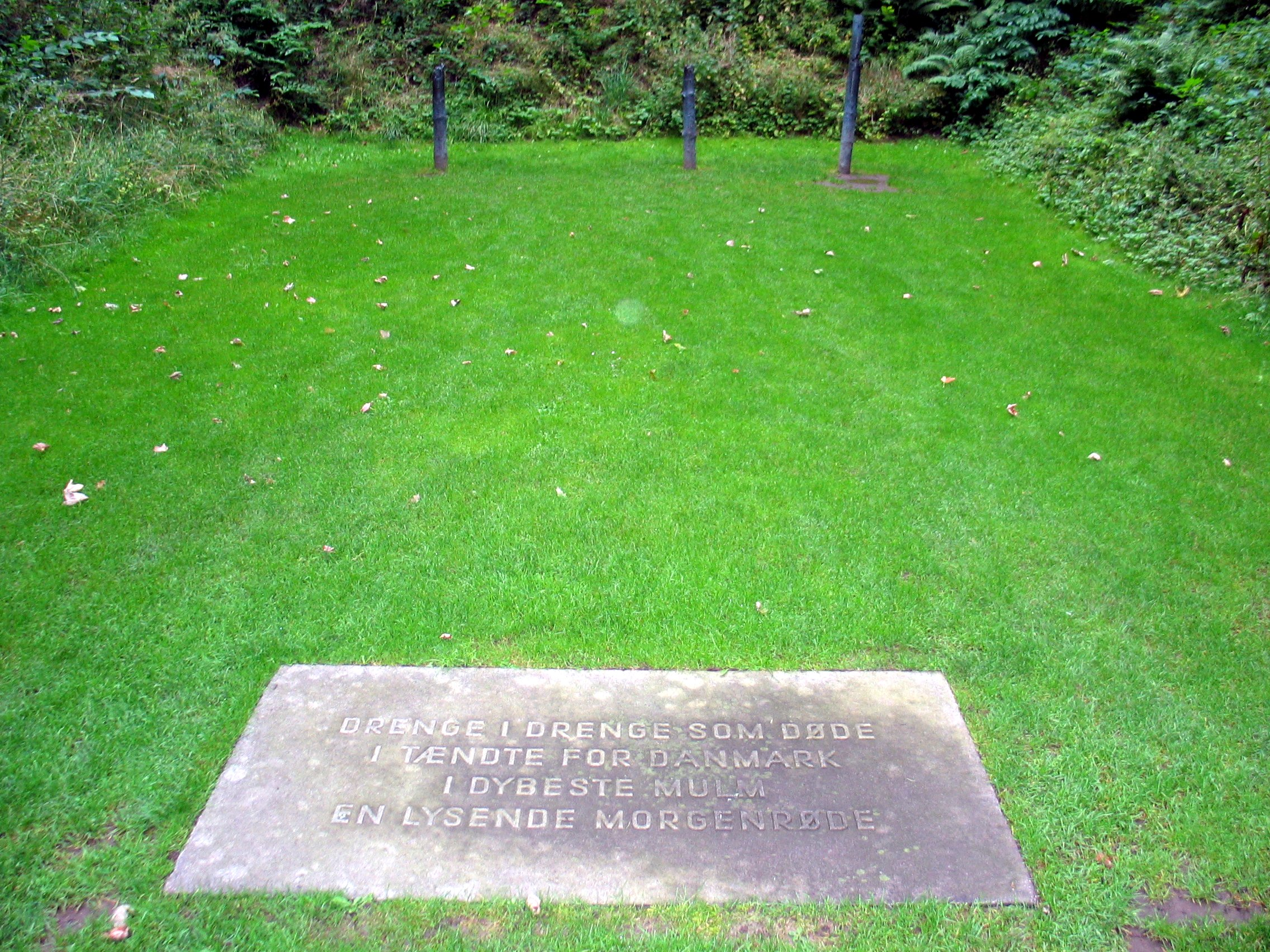
Lieu des exécutions avec plaque commémorative.

Le Parc du souvenir de Ryvangen (en danois : Mindelunden i Ryvangen) est un lieu de mémoire situé près de Copenhague et officiellement inauguré le 5 mai 1950, pour rendre hommage aux membres de la Résistance danoise contre l'occupation allemande du Danemark pendant la Seconde Guerre mondiale.

## Historique

### Événements pendant la seconde Guerre mondiale
L'emplacement, dont le nom signifie « champ de seigle », a été acquis en 1893 par l'armée danoise pour en faire une caserne et un terrain d'exercice.
Le 29 août 1943, lorsque la coopération entre les Danois et l'Allemagne fut rompue, les forces d'occupation allemandes prirent possession des installations de l'armée et de la marine danoises, y compris Ryvangen.
Alors que la Wehrmacht utilisait la caserne pour ses propres besoins, une partie du terrain d'exercice a servi de site d'exécution et lieu de sépulture pour les membres de la résistance danoise arrêtés par les nazis.
Le site des exécutions comportait trois poteaux de bois auxquels les condamnés étaient ligotés avant d'être fusillés.

### Mise au jour du lieu des exécutions
Le 5 mai 1945, au moment de la libération du Danemark, la Résistance a investi Ryvangen et c'est seulement à ce moment que le public a eu la confirmation des exécutions pratiquées par les forces d'occupation allemandes à cet endroit : 202 tombes furent découvertes. Le Ministre des affaires ecclésiastiques fit exhumer les dépouilles pour permettre leur identification. Dans un certain nombre de cas, les registres paroissiaux font état du transfert des dépouilles au Département de Médecine Légale de l'université de Copenhague pour les besoins de l'enquête. 27 corps ont encore été trouvés les semaines suivantes dont 25 entre un et deux mois après la libération. L'un des corps ne put être identifié et un autre fut identifié comme étant celui d'un SS.
Les recherches du Département de Médecine Légale ont montré qu'au moins 19 hommes mentionnés dans les registres paroissiaux de Bethlehem, Bispebjerg, Holmen, Vor Frelser, Års et Sanct Markus d'Ålborg ont été fusillés, tous portant des traces de blessures par balles à la poitrine, jusqu'à sept blessures pour certains,,,,,.

### Création du cimetière et du lieu de mémoire
Après la libération, le site fut officiellement transformé en cimetière en lieu de mémoire de la résistance et de ses martyrs. sur l'initiative d'Arne Sørensen, ministre des affaires ecclésiastiques. Le parc fut conçu par Kaj Gottlob, le jardin par Aksel Andersen. Le sculpteur Axel Poulsen a créé le monument Pour le Danemark, La mère avec le fils tué (For Danmark / Moderen med den dræbte søn) situé dans le parc. Le 5 mai 1950, cinq ans après la libération, le parc a été terminé et inauguré officiellement,. La partie cimetière a été appelée Mindekirkegaarden i Ryvangen (Cimetière mémorial de Ryvangen).
Les familles des victimes pouvaient choisir entre un enterrement dans le cimetière mémorial ou dans un cimetière plus proche de chez eux.
Le 29 août 1945, soit exactement deux ans après la prise de contrôle des installations militaires danoises par l'occupant allemand, un cortège funèbre comportant 106 corbillards a traversé Copenhague pour se rendre au Parc mémorial de Ryvangen au cours d'une journée de deuil national,. L'évêque de Copenhague, Hans Fuglsang-Damgaard, a inauguré le cimetière en présence de la famille royale danoise, du gouvernement et des représentants du mouvement de résistance.
Les dépouilles de 31 autres Danois morts en prison en Allemagne ou dans les camps de concentration sont également enterrées dans le cimetière mémorial.

## Description
Le cimetière comporte 106 tombes de résistants et 31 tombes de Danois morts en captivité en Allemagne.
En plus des pierres tombales, le parc dispose d'un certain nombre de pierres et des plaques commémoratives, avec une grande plaque au centre.
La pierre commémorative au centre du cimetière rappelle les noms des 91 membres de la résistance exhumés à Ryvangen et ré-enterrés dans un autre cimetière.
Sur le site de l'exécution les potences en bois ont été remplacées par des potences en bronze et une plaque commémorative avec un verset par Kaj Munk a été mis là-bas. L'inscription se traduit littéralement par :
Les garçons, vous les garçons qui sont morts
Vous avez brillé pour le Danemark
Dans les plus sombres ténèbres
Une lueur rose de l'aube
Sur la limite orientale du parc, un mur commémoratif surmonté d'une pergola comporte 151 plaques en mémoire de chacun des 151 résistants danois disparus, dont celui de Monica Wichfeld.

## Commémorations
Le 24 décembre 1949, la Garde nationale danoise, nouvellement formée, a organisé une messe commémorative pour les victimes de l'Occupation dans le parc du mémorial, elle a lieu désormais tous les ans à cette date.
A chaque anniversaire de la libération du Danemark, la Fondation « Entraide des Camarades » organise une messe commémorative dans le parc.